# Christmas in the old man’s hat
Christmas in the old man’s hat (auch X-Mas in the old man’s hat) ist ein irisches Weihnachtslied, das unter anderem von der Band Celtic Traditions auf dem Album An Irish Christmas Album veröffentlicht wurde. Das Lied existiert in zahlreichen Variationen mit unterschiedlichen Interpreten. Unter anderem von der Band Inchtabokatables.

## Aufbau
Das Lied besteht aus drei Strophen, zwischen denen jeweils der Refrain gespielt wird. Dieser wird am Ende einmal wiederholt.

## Handlung
In dem Lied geht es um ein Kind, das sich zur Weihnachtszeit über die Ungerechtigkeit ärgert, dass Kinder, die auf der Straße leben, so viel weniger haben als andere. Das Kind erzählt seiner Mutter, dass es ihm jedes Jahr an Weihnachten auffällt, dass einige Kinder „viel zu viel haben“ (Oh mummy, jenny has too much), während es anderen schlecht geht (but little peter down the road [has] got non of all this stuff). Der Refrain zwischen den Strophen ermuntert in der Weihnachtszeit etwas großzügiger zu sein (put a penny in the old man’s hat!) und schließt mit dem Satz santa claus is getting old, der Weihnachtsmann ist alt geworden.

## Text
| Oh mummy dear, on Christmas Day Again I must complain I wonder is it Santa Claus Who makes mistakes again You see, there’s little Jenny Brown Who got so many things Dolls and sweets and teddy bears And clothes and golden rings. \|:Christmas is coming And the goose is getting fat Hey, put a penny In the old man’s hat Light up the fire The wind is blowing cold Santa Claus is getting old.:\| | Oh mummy, Jenny has too much, And still it’s not enough But little Peter down the road Got none of all the stuff He’s cold and hungry, can’t you see? There’s holes in both his shoes No toys for him, no clothes and sweets And no Christmas goods. \|:Refrain:\| Oh child, I understand you now You think this is not right Some children live all in the dark While others own the light But Santa Claus is not to blame While pouring out his load Jenny Brown will simply share With Peter down the road. \|:Refrain:\| \|:Refrain:\| |